# V.League 1 (2010)
V.League 1 (2010) – 27. edycja najwyższej piłkarskiej klasy rozgrywkowej w Wietnamie. W rozgrywkach wzięło udział 14 drużyn, grając systemem kołowym. Sezon rozpoczął się 31 stycznia, a zakończył 22 sierpnia 2010 roku. Tytułu nie obroniła drużyna SHB Ðà Nẵng. Nowym mistrzem Wietnamu został zespół Hà Nội T&T. Tytuł króla strzelców zdobył Argentyńczyk Gastón Merlo, który w barwach klubu SHB Ðà Nẵng strzelił 19 bramek.

## Tabela końcowa
|    | Klub                         | M  | Z  | R  | P  | Br+ | Br- | Br+/- | Pkt | Uwagi                                 |
| 1  | Hà Nội T&T                   | 26 | 14 | 4  | 8  | 35  | 25  | +10   | 46  | Mistrz Puchar AFC 2011 – faza grupowa |
| 2  | Hải Phòng FC                 | 26 | 14 | 3  | 9  | 41  | 34  | +7    | 45  |                                       |
| 3  | Đồng Tháp Rubber Corporation | 26 | 13 | 5  | 8  | 43  | 34  | +9    | 44  |                                       |
| 4  | Khatoco Khánh Hoà            | 26 | 13 | 4  | 9  | 42  | 42  | 0     | 43  |                                       |
| 5  | Đồng Tâm Long An             | 26 | 13 | 4  | 9  | 43  | 31  | +12   | 43  |                                       |
| 6  | SHB Ðà Nẵng                  | 26 | 12 | 4  | 10 | 41  | 44  | −3    | 40  |                                       |
| 7  | Hoàng Anh Gia Lai            | 26 | 11 | 6  | 9  | 34  | 27  | +7    | 39  |                                       |
| 8  | Sông Lam Nghệ An             | 26 | 9  | 10 | 7  | 36  | 26  | +10   | 37  | Puchar AFC 2011 – faza grupowa        |
| 9  | Becamex Bình Dương           | 26 | 11 | 4  | 11 | 48  | 40  | +8    | 37  |                                       |
| 10 | Hòa Phát Hanoi               | 26 | 10 | 6  | 10 | 41  | 44  | −3    | 36  |                                       |
| 11 | Vissai Ninh Bình             | 26 | 8  | 10 | 8  | 33  | 34  | −1    | 34  |                                       |
| 12 | Lam Sơn Thanh Hóa            | 26 | 8  | 7  | 11 | 36  | 46  | −10   | 31  |                                       |
| 13 | Navibank Sài Gòn             | 26 | 4  | 8  | 14 | 21  | 39  | −18   | 20  | Baraż o utrzymanie                    |
| 14 | Nam Định FC                  | 26 | 3  | 3  | 20 | 19  | 47  | −28   | 12  | Spadek                                |

Źródło: RSSSF

## Baraż o awans/utrzymanie
| 5 września 2010 15:30 G | Navibank Sài Gòn · Nguyễn Văn Khải 61' · Leandro 66' | 2:0(0:0) | Than Quảng Ninh | Stadion Chi Lăng, Đà Nẵng Widzów: 7 000 Sędzia: Hoàng Anh Tuấn (Wietnam) |
|                         |                                                      |          |                 |                                                                          |

Zespół Navibank Sài Gòn utrzymał się w V.League 1, natomiast drużyna Than Quảng Ninh pozostała w drugiej lidze.

## Najlepsi strzelcy
| L.p. | Piłkarz            | Drużyna                      | Bramki |
| ---- | ------------------ | ---------------------------- | ------ |
| 1    | Gastón Merlo       | SHB Đà Nẵng                  | 19     |
| 2    | Evaldo Goncalves   | Hoàng Anh Gia Lai            | 16     |
| 3    | Huỳnh Kesley Alves | Becamex Bình Dương           | 14     |
| 3    | Timothy Anjembe    | Hòa Phát Hanoi               | 14     |
| 5    | Samson Kayode      | Đồng Tháp Rubber Corporation | 13     |
| 5    | Nguyễn Quang Hải   | Khatoco Khánh Hoà            | 13     |
| 7    | Leandro            | Xi Măng Hải Phòng FC         | 12     |
| 7    | Danny Mrwanda      | Đồng Tâm Long An             | 12     |
| 7    | Tshamala Kabanga   | Đồng Tâm Long An             | 12     |
| 10   | Gustavo Dourado    | Vissai Ninh Bình             | 11     |
| 10   | Rajko Vidovic      | Sông Lam Nghệ An             | 11     |